# Достойное существование
Достойное существование —  обобщенное понятие, исходящее из минимума социально-экономических прав человека, в отсутствие которых он не может достойно существовать и развиваться как полноценная личность и гражданин.
Право на достойное существование характеризует свободу прав в экономическом, социальном, политическом, духовном и юридическом смысле. К правам на достойное существование чаще всего относят права на труд, отдых, лечение, образование и жилье. 
Термин получил широкое распространение в начале XX века в Российской империи, где шла разработка законодательных актов и проектов о правах и свободах подданных. Однако, понятие также рассматривается и современными правоведами.
В Российской Федерации идея права на достойное человеческое существование юридически развернута в достаточно широкий комплекс социально-экономических и политических прав, закрепленных в ныне действующей Конституции 1993 г. Провозглашено, что «человек, его права и свободы являются высшей ценностью», что «Российская Федерация — социальное государство, политика которого направлена на создание условий, обеспечивающих достойную жизнь и свободное развитие человека».

## История
Понятие впервые появилось в трактате от 1897 года «Оправдание добра» философа Владимира Соловьева. Дальнейшее развитие права на достойное человеческое существование получило в работах Павла Новгородцева «Ведение в философию. Кризис современного правосознания» от 1909 года и «Об общественном идеале» от 1917 года, а также Иосифа Покровского «О праве на существование» от 1911 года .
О термине также писали: Е.Н. Викторук, Е.А. Лукашева, Б.В. Емельянов, Ю.Г. Ершов